# المهرجان الإسلامي
المهرجان الإسلامي MuslimFest هي مهرجان سنوي يعقد لمدة يومين تنظمه مواقع DawaNet ـ TorontoMuslims.com وغيرها. في  كندا.
كما يتم تنظيم ورش تعليمية، وعروض عرائس، وبرامج موجهة للنساء، وكذلك سوق دولي. وأيضا عرض أزياء إسلامي.
ويشارك فه فنانين وموسيقيون وكوميديانات مسلمون، ويعقد كل صيف في ميسيسوغا في أونتاريو.